# یانگ گرین
 نایجل گرین (انگلیسی: Nigel Green؛ ۱۵ اکتبر ۱۹۲۴ – ۱۵ مهٔ ۱۹۷۲) یک هنرپیشه اهل بریتانیا بود.
از فیلم‌ها یا برنامه‌های تلویزیونی که وی در آن نقش داشته است می‌توان به جیسن و آرگونات‌ها و خرطوم اشاره کرد.